# 음성 권근 삼대 묘소 및 신도비
음성 권근 삼대 묘소 및 신도비(陰城 權近 三代 墓所 및 神道碑)는 대한민국 충청북도 음성군 생극면 방축리에 있는, 고려말 조선초의 문신이며 학자였던 양촌(陽村) 권근(1352∼1409)과 선생의 아들 권제, 손자 권람의 3대묘이다. 1980년 1월 9일 충청북도의 기념물 제32호로 지정되었다.

## 개요
고려말 조선초의 문신이며 학자였던 양촌(陽村) 권근(1352∼1409)과 선생의 아들 권제, 손자 권람의 3대묘이다.
선생은 공민왕 17년(1368) 성균시에 합격한 후 여러 관직을 역임하였으며, 공민왕(재위 1352∼1374)이 죽자 정몽주·정도전과 함께 배원친명(排元親明)을 주장하였고 창왕 2년(1389)에는 명나라에 사신으로 다녀왔다.
태조 7년(1398) 제1차 왕자의 난이 일어난 후에 사형제도를 폐지할 것을 주장하여 왕권확립에 큰 공을 세웠다. 그 후 대제학을 거쳐 재상의 자리에 올랐으며, 문장이 뛰어나『동국사략』등 조정의 각종 편찬 사업에 참여하였다. 권제(1387∼1445)는 권근의 둘째 아들로 우찬성의 벼슬에 올랐고『고려사』편찬에 참여했으며『용비어천가』를 지었다. 권람(1416∼1465)은 어려서부터 독서를 좋아하여 학문이 뛰어났고 과거에 장원급제한 후 여러 관직을 역임하였다. 단종 1년(1453) 계유정란 때 세조 집권의 토대를 마련하는 등 여러 차례 세조를 도와 공을 세운 덕으로 좌의정의 벼슬까지 올랐다.
3기의 묘앞에 모두 각각 묘비, 장명등(長明燈:무덤앞에 세우는 돌로 만든 등), 문인석 1쌍이 세워져 있고, 봉분은 모두 원형이다.

## 같이 보기
- 권근
- 권제
- 권람

## 참고 문헌
- 음성 권근 삼대 묘소 및 신도비 - 국가유산청 국가유산포털